# Nicasio Zorita
Nicasio Zorita (auch Nicasio Çorito, * um 1545 in Aragon (unsicher); † 1593 oder später in Tarragona (unsicher)) war ein spanischer Kapellmeister und Komponist der Renaissance wahrscheinlich aragonesischen Ursprungs, der in der zweiten Hälfte des 16. Jahrhunderts in Katalonien wirksam war.

## Leben und Werk
Erste Daten zu Nicasio Zorita werden 1578 gegeben, als er noch in Valencia wirkte und zum Kapellmeister der Kathedrale von Tarragona ernannt wurde. In diesem Amt blieb er bis mindestens 1589.
Während seiner Tarragoneser Zeit veröffentlichte er das Buch Liber primus […] Motectorum quae partim quaternis, partim quinis vocibus concinantur. (Barcelona, 1584) mit 32 vierstimmigen und 20 fünfstimmigen Motetten. Dieses Buch bietet eines der wenigen Beispiele für frühen Musikdruck in Barcelona. Das Buch wurde bei Hubert Gotard in Barcelona veröffentlicht, der nur ein Jahr später die berühmte Madrigalsammlung von Joan Brudieu veröffentlichte. Weitere Werke von Nicasio Zorita wie ein vierstimmiges Glaubensbekenntnis und ein unvollständiges Salve Regina sind handschriftlich überkommen. Zoritas Prestige wurde von Zeitgenossen wie dem Dichter und Gelehrten Joan Felip Mei bestätigt, dessen Sonett zu Ehren des Komponisten in den genannten Motettenband aufgenommen wurde.